# Políticas de movilidad

## Definición

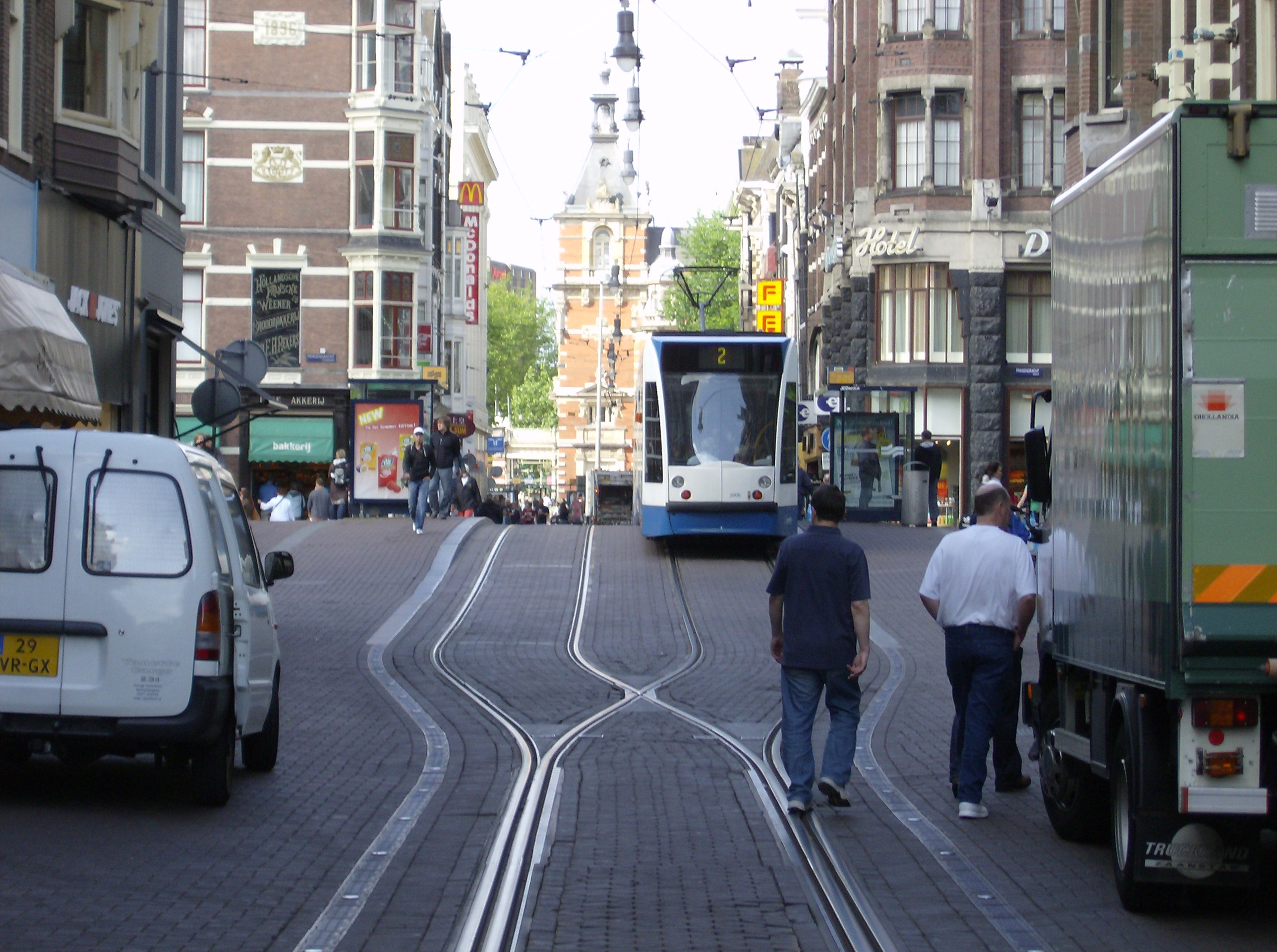
Sistema de transporte urbano sostenible, derecho de todo ciudadano

Jerarquía de la movilidad urbana

Se entiende como políticas de movilidad o  transporte sostenible a aquellas actuaciones de las administraciones para facilitar el acceso de los ciudadanos al trabajo, al estudio, a los servicios y al ocio mediante diversos modos de transporte: a pie, en bicicleta, en vehículos ecológicos, en transporte público y en automóviles de uso compartido.
La equidad (acceso universal sin discriminaciones), la reducción de la congestión y el respeto al medio ambiente han generalizado políticas denominadas de "movilidad sostenible" que intentan conjugar la máxima libertad de acceso con la estabilización o reducción del consumo de combustibles fósiles (para evitar el calentamiento global) o electricidad nuclear (para evitar el daño al medio ambiente provocado por la generación de electricidad por energía nuclear) para vehículos eléctricos o híbridos.
Según Montezuma (2003) El concepto de movilidad urbana ofrece una perspectiva de los individuos en su realidad socioeconómica y espacial (edad, género, categoría sociolaboral) más amplio que el término transporte, el cual se limita a una relación de oferta y demanda expresada esquemáticamente, por un lado, en cantidad de infraestructuras y medio de transporte y, por el otro, en el número de desplazamientos por persona por día según motivo, modo, itinerario, tiempo.

## Decálogo para re-enfocar las políticas de movilidad

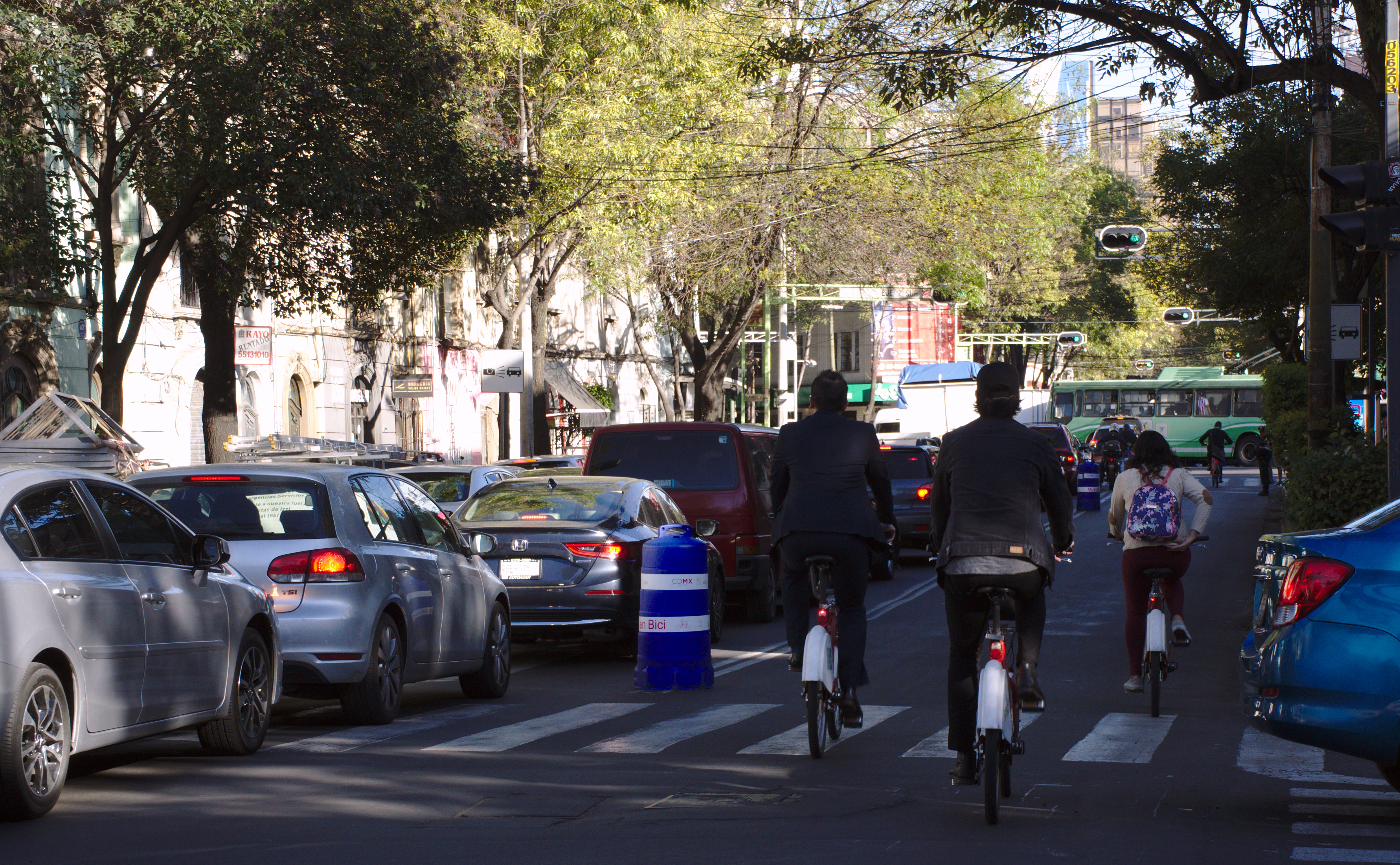
Este decálogo busca re-enfocar el papel que tiene el automóvil en la planeación y desarrollo de las urbes.

El geógrafo Màrius Navazo (2007) comparte en forma de decálogo su planteamiento acerca de las herramientas que propician un modelo de movilidad sustentable. Sostiene que los criterios contenidos en el decálogo pueden ayudar a los urbanistas y tomadores de decisiones en el proceso constructivo de las metrópolis
1. Las nuevas infraestructuras deben supeditarse al modelo territorial preestablecido.
2. Las ampliaciones de red vial no deben justificarse en términos de beneficios económicos.
3. La construcción de nuevas infraestructuras debe supeditarse al estudio previo de los servicios y de las medidas de gestión que optimicen las existentes.
4. Necesidad de estrategias push&pull para conseguir el cambio modal.
5. Una mayor oferta induce una mayor demanda.
6. Una menor oferta inhibe la demanda.
7. Para reducir la congestión vial se debe hacer correr al transporte colectivo.
8. La congestión expulsa usuarios, actuando este fenómeno primero en el vehículo privado.
9. Compensar la construcción de nuevas rondas y viales periféricos con la priorización de los transportes más sostenibles en las vías liberadas.
10. Planificar según la velocidades medias, no máximas.